# Give Peace a Chance
Singles de John Lennon
Cold Turkey
(1969)
Give Peace a Chance est la première chanson officielle produite de la carrière solo de John Lennon et sortie en juillet 1969. Elle est écrite par Lennon mais créditée originellement à Lennon/McCartney.
Elle est enregistrée le 1er juin 1969 dans une suite de l'hôtel Reine Élizabeth de Montréal, dans le cadre du second Bed-in du fondateur des Beatles et de sa nouvelle épouse Yoko Ono, militant pour la paix dans le monde, entourés de nombreux participants, célèbres ou anonymes. 
Dans cette chanson, Lennon invite simplement à donner une chance à la paix, dans le contexte, entre autres, de la guerre du Viêt Nam. Il s'agit donc d'un hymne à la paix.

## Historique
À la suite de leur mariage, le 20 mars 1969 à Gibraltar, les époux décident de profiter de leur notoriété en faisant de leur lune de miel un « happening ». Ils s'installent, du 25 au 31 mars, au Hilton de Amsterdam pour y effectuer un Bed-In pour la paix. Un film de 40 minutes intitulé Honeymoon, réalisé par Peter Goessens, en est tiré en plus de leur troisième album d'avant-garde, Wedding Album. Voulant propager encore plus leur message de paix, ils décident donc de refaire le coup aux États-Unis mais l'arrestation de Lennon pour possession de cannabis, le 18 octobre de l'année précédente, l'empêche d'y mettre les pieds. Ils décident donc de se diriger vers les Bahamas mais réalisent qu'ils y passeraient plutôt inaperçus. Ils se ravisent et décident de partir vers le Canada, mais prennent le temps de répéter la chanson Give Peace a Chance dans leur chambre d'hôtel du Sheraton Oceanus Hotel. Le 26 mai 1969, dès leur arrivée à Montréal, Lennon et Ono se rendent à l'hôtel Reine Élizabeth au centre-ville où ils occupent les suites 1738, 1740 et 1742. C'est dans la suite 1742 que le lit nuptial est installé. Ils y passeront une semaine, interviewés par de nombreux journalistes surtout américains. Le 1er juin 1969, ils enregistrent la chanson Give Peace a Chance et, durant la nuit, la face B signée Yoko Ono, une ballade intitulée Remember Love, accompagnée de son époux à la guitare. 
Give Peace a Chance est écrite par John Lennon mais, au moment de sa sortie, créditée Lennon/McCartney (la signature commune que Paul McCartney et lui utilisaient pour toutes leurs chansons au sein des Beatles). Cette chanson n'ayant pourtant rien à voir avec le groupe – qui commence alors à se séparer –, John Lennon s'explique en 1980 sur ce choix des crédits : « Je ne sais même pas pourquoi son nom était dessus. Il est là parce que je me sentais en quelque sorte coupable, parce que j'avais sorti un single solo – le premier – et que j'étais vraiment en train de rompre avec le groupe. ». Plus tard, lors des sorties d'albums posthumes, les crédits ont été attribués au seul Lennon.
La campagne pour la paix de John et Yoko prendra fin au Canada le 23 décembre de la même année, lorsqu'ils rencontreront à Ottawa, dans l'édifice du centre de la colline du Parlement, le premier ministre. Ils passeront cinquante minutes avec Pierre Elliot Trudeau pour ensuite s’entretenir, environ deux heures, avec le ministre de la santé John Munro.

## Structure musicale
Les couplets ne possèdent pas de vers véritables mais sont simplement des suites de mots ou de noms avec quelques touches d'humour. Le refrain, répété en chœur tel un mantra, est « All we are saying is give peace a chance » (« Tout ce que nous disons c'est donner une chance à la paix »). John Lennon est accompagné de Tommy Smothers (en) à la guitare sèche et Yoko Ono et les visiteurs dans la chambre deviennent choristes et s'accompagnent avec des clappements de mains. Ce happening fait partie de la campagne pacifique qui marque sa dissidence politique et l'activisme anti-guerre opéré avec ses proches (les deux bed-in où des artistes et des représentants des médias sont invités, grandes affiches dans la rue, et inserts dans les journaux, avec le slogan War is Over! If You Want It - une vaste opération, à ses frais.

## Enregistrement

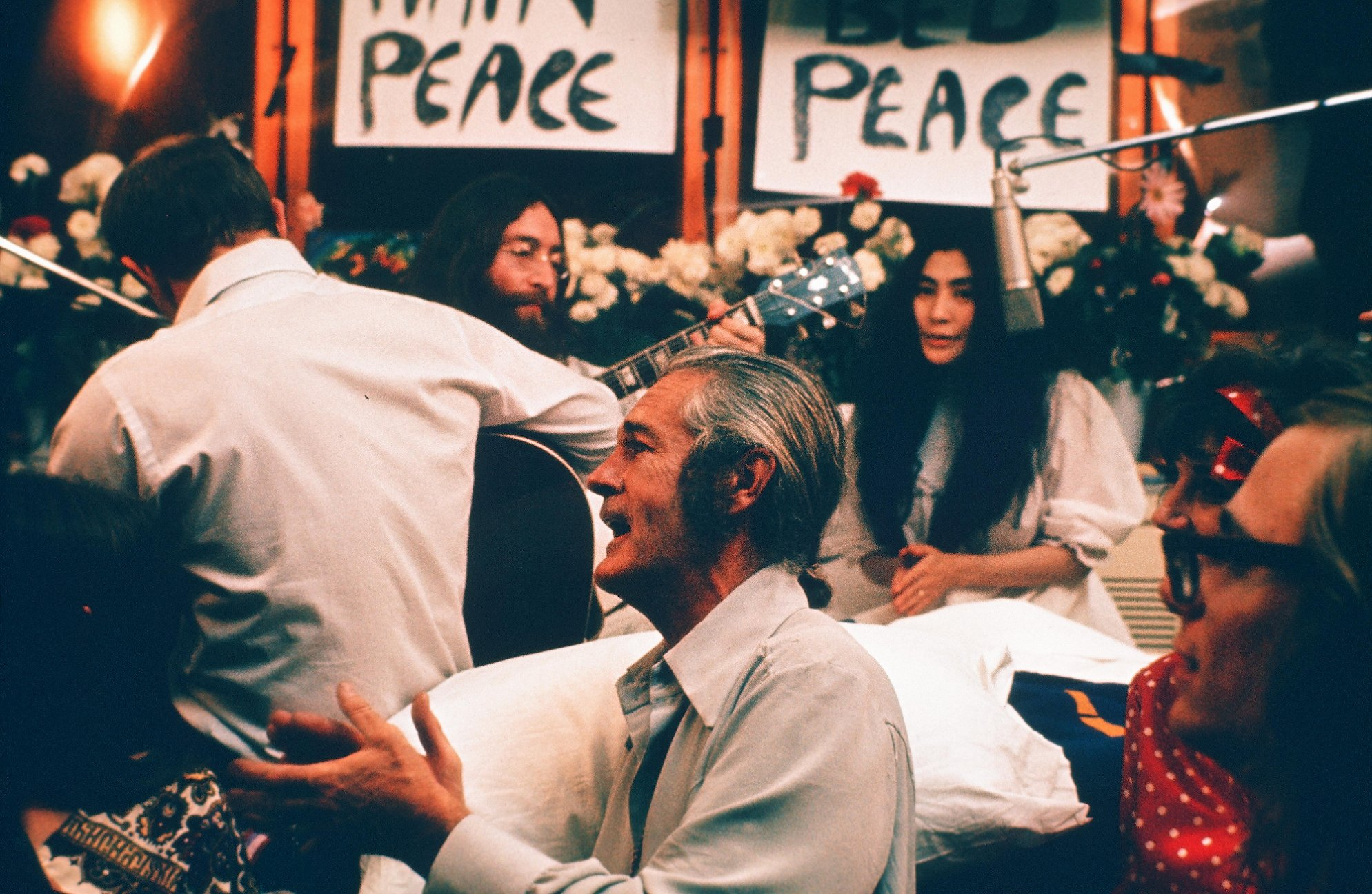
Enregistrement à Montréal de Give Peace a Chance. On aperçoit John et Yoko, Timothy Leary, de profil, Tommy Smothers, de dos avec sa guitare, Judy Marcioni et Paul Williams.

La chanson Give Peace a Chance est enregistrée par le producteur montréalais André Perry le 1er juin 1969, lors du fameux Bed-in tenu dans cette suite en utilisant simplement huit microphones, un magnétophone Scully à quatre pistes loués chez RCA Victor dans cette ville et une console d'enregistrement huit pistes de marque Ampex. 
Les paroles de la chanson sont affichées en grand sur les murs de la chambre. Lennon chante et joue de la guitare, accompagné par Tommy Smothers, du duo Smothers Brothers, au milieu d'une assistance d'une quarantaine de personnes parmi lesquelles le militant Timothy Leary et sa conjointe Rosemary Woodruff Leary, l'attaché de presse Derek Taylor, le poète Allen Ginsberg, des membres de Hare Krishna, (tous mentionnés dans les paroles), le futur ambassadeur du Canada aux Nations unies Allan Rock, le comique Dick Gregory, la chanteuse britannique Petula Clark, le disc jockey Murray the K (en), quelques journalistes, des amis du couple, et même, selon Derek Taylor, un membre de la CIA infiltré. 
Muni d'une fausse carte de presse, Allen Radu, jeune admirateur montréalais alors âgé de 17 ans, arrive à se faufiler dans la chambre 1742 avec son appareil photo. Lennon se rend compte du subterfuge et invite le jeune téméraire à demeurer parmi eux durant quatre jours. Il réalise plus de 160 clichés inédits, qu'il exposera vingt-cinq ans plus tard au 1000 De La Gauchetière à Montréal.
Gail Renard, également montréalaise d’origine, a participé à l'âge de 16 ans à ce Bed-in. John Lennon lui a laissé, comme souvenir de l’événement, le manuscrit des paroles de la chanson Give Peace a Chance.  Gail Renard, qui réside désormais au Royaume-Uni, a réalisé par la suite, compte tenu du retentissant succès de l’œuvre, qu’elle était détentrice d’un document d’archives exceptionnel. Ce manuscrit, qui a été mis en vente aux enchères le 10 juillet 2008 chez Christie’s à Londres, lui a rapporté quelque 840 000 $ canadiens.
André Perry, qui mit sur pied par la suite le réputé Le Studio, relève le défi de l'enregistrement et de la post-production de Give Peace a Chance malgré la mauvaise acoustique de la chambre d'hôtel. Le mixage est fait le lendemain à son studio à Brossard, dans la banlieue sud de Montréal. Perry supprime notamment la majorité des voix des participants et les remplace en studio en utilisant une dizaine de chanteurs, professionnels, comme Robert Charlebois et Mouffe, et non professionnels. La voix de John Lennon ainsi que le son de sa guitare et celle de Tom Smothers sont gardées intactes,. Ensuite, André Perry effectue le rythme sur une poubelle en caoutchouc, en ayant recours à une tape loop. Pour le remercier, John Lennon fait inclure son adresse complète sur l’étiquette du disque, ce qui attira l’attention sur le jeune preneur de son et réalisateur québécois.

## Parution et réception
Conçue hors albums, la chanson est publiée en 45 tours le 4 juillet 1969 en Angleterre et le 7 juillet en Amérique du Nord par la maison de disque Apple. Une version dans le format insolite PocketDisc (en) a aussi été mise en marché. Give Peace a Chance va devenir rapidement l'hymne pacifiste d'une génération. La chanson deviendra numéro 2 en Angleterre et numéro 14 au Billboard Hot 100 aux États-Unis et atteindra la première place aux Pays-Bas. Un des grands succès de Lennon, on retrouvera un court extrait de la chanson en ouverture de la compilation Shaved Fish parue en 1975 et la finale d'une version live, enregistrée le 30 août 1972 lors du concert bénéfice « One to One », est greffée à la chanson Happy Xmas (War Is Over) qui clôt cet album. Soixante secondes de cette version live est aussi incluse sur l'album Live in New York City tiré de ce concert et publié en 1986. 
On entend pour la première fois la chanson originelle au complet sur un album lorsqu'elle est incluse sur The John Lennon Collection en 1982. Elle sera présente sur toutes les compilations des meilleurs succès du musicien publiées au fil des années. La face B, Remember Love, est incluse comme piste bonus sur la réédition de Unfinished Music No.1: Two Virgins conjointement parue en 1997 sur étiquettes Rykodisc, Apple Records et Lenono (RCD 10411)

## Reprises
Cette chanson est sortie en single en 1969 par The Rudies (en) et l'année suivante par Louis Armstrong sur son album de reprises Louis Armstrong and his Friends.
Devenue hymne des mouvements pour la Paix comme de ceux de protestation contre l'usage nucléaire, Give Peace A Chance est entonné lors des manifestations contre la guerre du Viêt Nam à la fin des années 1960. Adapté par Pete Seeger lors d'un énorme rassemblement pour la paix, le 15 novembre 1969 au Moratorium du Capitol, la chanson sera reprise en chœur par un demi-million de participants. John Lennon affirmera que ce fut « l'un des plus grands moments de sa vie ».
Cette chanson a été reprise par le Peace Choir en 1991 pour protester contre la Guerre du Golfe. Formé à l'initiative de Lenny Kravitz avec Yoko Ono et Sean Lennon, qui ajoute d'ailleurs de nouvelles paroles au texte original pour l'occasion, ce groupe comprenait, entre autres, Little Richard, Peter Gabriel, Randy Newman, Iggy Pop, Tom Petty, Cyndi Lauper, Flea et John Frusciante, Al Jarreau, LL Cool J, etc. Paul McCartney lui-même l'a chanté en concert lors de sa tournée 2009, l'enchaînant après son interprétation de A Day in the Life.
Madonna interprète Give Peace a Chance lors de son concert à Moscou du 12 septembre 2006, donné dans le cadre de son Confessions Tour. Il existe également une version reggae de cette chanson jouée par The Maytals sur la compilation Reggae Tribute to the Beatles et également Max Roméo en concert sur sa tournée 2010.
Le vendredi 4 mars 2022 à 8h45, cent-cinquante radios européennes ont diffusé cette chanson pour la paix et contre la guerre en Ukraine.

## Classements
| Classement (1969)                      | Meilleure place |
| -------------------------------------- | --------------- |
| Allemagne (Media Control AG)           | 4               |
| Autriche (Ö3 Austria Top 40)           | 2               |
| Belgique (Flandre Ultratop 50 Singles) | 3               |
| États-Unis (Billboard Hot 100)         | 14              |
| États-Unis (Cashbox Top 100)           | 11              |
| France (IFOP)                          | 99              |
| Norvège (VG-lista)                     | 11              |
| Pays-Bas (Single Top 100)              | 1               |
| Royaume-Uni (UK Singles Chart)         | 2               |
| Suisse (Schweizer Hitparade)           | 4               |